# Michelle Yeoh
Michelle Yeoh Choo Kheng (rođ. Yeoh Choo Kheng, kineski: 杨紫琼, tradicionalno pismo: 楊紫瓊; Ipoh, Malezija, 6. kolovoza 1962.) malezijska je glumica. U prvim filmovima svoje karijere, u Hong Kongu, djelovala je pod imenom Michelle Khan, a proslavila se ulogama u akcijskim filmovima 1980-ih i 1990-ih u kojima je izvodila vlastite stuntove.
Svjetsku je slavu postigla ulogama u filmu o Jamesu Bondu Tomorrow Never Dies te u nekoliko borilačkih filmova Anga Leeja, od kojih joj je jedan donio i nagradu BAFTA.